# Belfast (álbum)
Belfast es el sexto álbum de estudio de la banda Mägo de Oz.
Contiene versiones de temas de bandas famosas como Asfalto, Boney M o Rata Blanca, además de nuevas versiones de sus propias canciones con toques diferentes.
El disco hace referencia, como su nombre indica, a la capital de Irlanda del Norte (Belfast), lugar de conflictos religiosos.

## Lista de canciones

### Edición original (2004)
| CD  |                                                                                     |                                  |                                                  |          |  |
| N.º | Título                                                                              | Letras                           | Música                                           | Duración |  |
| 1.  | «Intro: Irish Pub» (Cover: Gwendal - Steren" del album Glen River)                  | Instrumental                     | Youenn Leberre, Robert Le Gall                   | 3:00     |  |
| 2.  | «Belfast» (Cover: Boney M. - Belfast, Rasputin)                                     | Bilsbury, Deutscher, Menke       | Bilsbury, Deutscher, Menke                       | 4:53     |  |
| 3.  | «La rosa de los vientos (Versión metal)»                                            | Txus                             | Mägo de Oz                                       | 6:20     |  |
| 4.  | «Dame tu amor» (Cover: Whitesnake - Guilty of love)                                 | Txus                             | Coverdale                                        | 3:25     |  |
| 5.  | «Mujer amante» (Cover: Rata Blanca - Mujer amante)                                  | Walter Giardino, Adrián Barilari | Giardino, Barilari                               | 7:03     |  |
| 6.  | «Alma (Versión orquestal)»                                                          | Txus                             | Mägo de Oz                                       | 6:50     |  |
| 7.  | «Más que una intención» (Cover: Asfalto - Más que una intención)                    | Julio Castejón                   | Castejón                                         | 7:20     |  |
| 8.  | «Dama negra» (Cover: Uriah Heep - Lady in black)                                    | Txus                             | Hensley                                          | 5:03     |  |
| 9.  | «Todo irá bien» (Cover: Elvis Presley - Can't Help Falling in Love)                 | Txus                             | Hugo Peretti, Luigi Creatore, George David Weiss | 5:20     |  |
| 10. | «Se acabó» (Cover: Leño - Se acabó)                                                 | Instrumental                     | Rosendo Mercado                                  | 2:55     |  |
| 11. | «Hasta que tu muerte nos separe (Versión orquestal)»                                | Txus                             | Mägo de Oz                                       | 5:32     |  |
| 12. | «Somewhere over the rainbow» (Cover: Harold Arlen, E.Y. Harburg - Over the rainbow) | E.Y. Harburg                     | Harold Arlen                                     | 4:37     |  |

| DVD   |                                      |          |  |
| N.º   | Título                               | Duración |  |
| 1.    | «Entrevista»                         | 7:20     |  |
| 2.    | «La Rosa de los Vientos (Videoclip)» | 4:16     |  |
| 3.    | «Sesión de fotos»                    | 2:58     |  |
| 13:58 |                                      |          |  |

## Ediciones
2004: Edición original de CD + DVD, en formato jewel case, publicado por Locomotive Music
2004: Edición original de CD + DVD, en formato digipak, publicado por Locomotive Music

## Relaciones musicales y literarias
- «Irish Pub». Este es un cover de la banda Gwendal, del año 1996, del álbum Glen River. Tema al que Mägo de Oz le cambió el nombre para adaptarlo más al concepto del nombre del álbum.
- «Belfast». Txus cuenta que durante la gira Santiago y Vuelca España Tour (gira en torno a su álbum Finisterra), la música de Bonney M. era recurrente en el autobús de estos. Por lo que desde aquellos años, ya pensaban en hacer una versión de ellos.
- «La Rosa de los Vientos (Versión Metal)». Txus cuenta que para cuando se planteó la idea de llevar este tema a una versión metal, él supo que no podría cantar dicho tema (aun así interpretó este tema en el directo Barakaldo D.F.). El primer cantante que consideró para acompañar a José en dicho tema fue Víctor García de WarCry, que para fortuna de la banda aceptó.
- «Dame Tu Amor», una canción que, en palabras de Txus; José deseaba cantar, haciendo este la elección de dicho tema.
- «Mujer Amante». En palabras de Txus, hacerle una versión a un tema de la célebre banda argentina Rata Blanca, era todo un honor para ellos.
- «Alma (Versión Orquestal)». Tanto como Mohamed como Txus, siempre pensaron que dicho tema se debía tocar con una orquesta, algo que se cumplió en el álbum en directo Diabulus in Ópera.
- «Más Que Una Intención», tema original de la banda Asfalto, que incluso antes de la salida de su álbum Finisterra, Mägo de Oz versionaba en directo.
- «Dama Negra». Txus cuenta que este tema lo escribió pensando en su novia. Y que a su vez le dedicaba a todas las roqueras que seguían la banda.
- «Todo Irá Bien», tema escrito para un amigo de Txus, al cual le dedica unas palabras: "Espero que con esta canción de cuna duermas en paz, y desaparezca tu dolor (tranquilo todo irá bien)".
- «Se Acabó», tema que según Txus, se grabó en una emisora de la Ciudad de México, en el año 2000. Y que inexplicablemente, las cintas desaparecieron de dicha radio, llegando a manos de Kiskilla y Txus.
- «Hasta que Tu Muerte nos Separe (Versión Orquestal», tema en el que Mohamed ya trabajaba en arreglos orquestales mucho antes de incluirlo en este álbum.
- «Somewhere Over The Rainbow», otros de los temas grabados en una radio en la Ciudad de México, en el año 2000, cuya cinta original inexplicablemente llegó a España en uno de los bolsillos de la chaqueta de Kiskilla.

## Intérpretes
- José Andrëa: Voz y coros
- Txus: Batería y coros
- Carlitos: Guitarra solista
- Frank: Guitarra rítmica y acústica
- Mohamed: Violín y viola
- Sergio Martínez: Bajo
- Kiskilla: Teclado y Piano
- Fernando Ponce: Flauta travesera.

### Colaboraciones
- Jorge Salán: Guitarra solista
- Patrick Johasson (Astral Doors): Voz en Belfast y coros
- Víctor García (WarCry): Voz en La rosa de los Vientos (Versión Metal) y coros
- José Luis Campuzano (Sherpa) (Ex-Barón Rojo): Voz en Dama negra y coros
- Julio Castejón (Asfalto): voz en Dama Negra y coros
- Patricia Tapia (Nexx): Voz en Todo irá bien y coros
- Salva: Bajo en Hasta que tu Muerte nos Separe
- Juanma (Ex-Mägo de oz): Coros
- Tete Novoa: Coros